# Порошин, Семён Андреевич
Семён Андре́евич Поро́шин (28 января 1741, Кунгур — 12 сентября 1769, Ахтырка) — русский публицист, мемуарист, писатель, один из воспитателей цесаревича Павла Петровича. Ведшийся им с 20 сентября 1764 по 31 декабря 1765 гг. дневник не только даёт драгоценный материал для характеристики будущего императора, но и является вообще важным источником для истории эпохи.

## Биография
Семён Андреевич Порошин родился 28 января 1741 года в Кунгуре в дворянской семье.
Получил воспитание в Сухопутном шляхетском кадетском корпусе, при котором был оставлен по окончании курса. В 1762 году был флигель-адъютантом при Петре III и сопровождал дядю императора, принца Георга, из Кёнигсберга в Россию.
После воцарения Екатерины II С. А. Порошин является в числе постоянных «кавалеров» при цесаревиче Павле Петровиче, при котором и остаётся до начала 1766 года как наставник по геометрии и арифметике. И Никита Панин, и С. А. Порошин относились добросовестно и с любовью к делу воспитания будущего императора. При этом именно Порошин благодаря своей обширной начитанности приобрёл преобладающее влияние на цесаревича.
В начале 1766 года С. А. Порошин был удалён от должности воспитателя; причины его удаления остаются неясными. Возможно, что этому способствовал факт ведения им дневника, в котором затронуты были многие важные лица и записаны интимные, а для многих и неприятные подробности; о дневнике узнала и императрица. Поводом к удалению Порошина послужил «дерзкий» якобы поступок его с графиней Анной Петровной Шереметевой (бывшей позже невестой графа Панина), состоявший, по мнению некоторых,[кто?] в том, что Семён Андреевич осмелился посвататься к Анне Петровне. В 1768 году Порошин был назначен командиром Старооскольского пехотного полка.
Семён Андреевич Порошин скоропостижно скончался 12 сентября 1769 года в городе Ахтырка.

## Занятия словесностью
С. А. Порошин был одним из просвещённейших русских людей того времени. Рано проявив склонность к литературным занятиям, Порошин принимал деятельное участие в редактировавшемся академиком Г. Ф. Миллером издании «Ежемесячные сочинения», где поместил ряд переводных статей и две оригинальные («Письма о порядке в обучении наук»); в журнале «Праздное время на пользу употребленное», выходившем при сухопутном корпусе, С. А. Порошин также поместил ряд переводов. Для Павла Петровича он готовил сочинение под заглавием «Государственный механизм».
«Записки» С. А. Порошина были впервые напечатаны в 1844 году в Санкт-Петербурге его внучатым племянником профессором Виктором Степановичем Порошиным. Изданы вторично редакцией «Русской старины» в 1881 году в исправленном и дополненном по новым рукописям виде.

## Сочинения
- Порошин С. А. Записки, служащие к истории Его Императорского Высочества благоверного Государя Цесаревича и великого Князя Павла Петровича, наследника престолу российского. — СПб.: «Типография Карла Крайя», 1844.
- Порошин С. А. Сто три дня из детской жизни императора Павла Петровича (Неизданная тетрадь Записок С. А. Порошина). 1765 год Архивная копия от 28 сентября 2016 на Wayback Machine // «Русский архив». — М., 1869, № 1, с. 1—64.
- Порошин С. А. Собственноручное черновое письмо С. А. Порошина к графу Г. Г. Орлову от 15 апреля 1766 Архивная копия от 28 сентября 2016 на Wayback Machine // «Русский архив». — М., 1869, № 1, с. 64—66.
- Порошин С. А. Письма Порошина к академику Миллеру Архивная копия от 28 сентября 2016 на Wayback Machine // «Русский архив». — М., 1869, № 1, с. 72—74.
- Порошин С. А. Недописанный дневник обучения будущего императора Павла I, который вёл его учитель С. А. Порошин. — М.: «Фонд имени И. Д. Сытина», 1996.
- Порошин С. А. Записки, служащие к истории великого князя Павла Петровича // «Русский Гамлет». — М.: «Фонд Сергея Дубова», 2012.
- Порошин С. А. Записки, служащие к истории Его Императорского Высочества благоверного государя цесаревича и великого князя Павла Петровича. — М.: «Кучково поле», 2015.